# Šibelji
Šibelji so naselje v Občini Komen. So majhen zaselek blizu vasi Škrbina.